# British Home Championship 1896
De British Home Championship van 1896 was de 13e editie van de British Home Championship. Het toernooi werd gehouden van 29 februari tot en met 4 april 1896. Schotland werd kampioen.

## Eindstand
| Team      | Gsp | W | G | V | DV | DT | DS | Ptn |
| --------- | --- | - | - | - | -- | -- | -- | --- |
| Schotland | 3   | 2 | 1 | 0 | 9  | 4  | +5 | 5   |
| Engeland  | 3   | 2 | 0 | 1 | 12 | 3  | +9 | 4   |
| Wales     | 3   | 1 | 0 | 2 | 7  | 14 | –7 | 2   |
| Ierland   | 3   | 0 | 1 | 2 | 4  | 11 | –7 | 1   |

## Wedstrijden
|                                                     |                                                                                 |       |                 |                                                                                   |
| 29 februari 1896 «onderlinge duels» 15:30 uur (UTC) | Wales                                                                           | 6 – 1 | Ierland         | Racecourse Ground, Wrexham Toeschouwers: 3.000 Scheidsrechter: James Cooper (ENG) |
| 29 februari 1896 «onderlinge duels» 15:30 uur (UTC) | Billy Lewis 9', 20' Billy Meredith 23', 84' Grenville Morris 34' Harry Pugh 60' |       | 70' Adam Turner | Racecourse Ground, Wrexham Toeschouwers: 3.000 Scheidsrechter: James Cooper (ENG) |

|                                                      |                                     |       |          |                                                                              |
| 7 maart 1896 «onderlinge duels» 15:30 uur (UTC–0:25) | Ierland                             | 0 – 2 | Engeland | Solitude, Belfast Toeschouwers: 12.000 Scheidsrechter: James Robertson (SCO) |
| 7 maart 1896 «onderlinge duels» 15:30 uur (UTC–0:25) | Gilbert Smith 40' Steve Bloomer 75' |       |          | Solitude, Belfast Toeschouwers: 12.000 Scheidsrechter: James Robertson (SCO) |

|                                                  |                 |       |                                                                                                 |                                                                                       |
| 16 maart 1896 «onderlinge duels» 16:00 uur (UTC) | Wales           | 1 – 9 | Engeland                                                                                        | Cardiff Arms Park, Cardiff Toeschouwers: 10.000 Scheidsrechter: James Robertson (SCO) |
| 16 maart 1896 «onderlinge duels» 16:00 uur (UTC) | Tom Chapman 65' |       | 15', 44' Gilbert Smith 25', 40', 60', 83', 89' Steve Bloomer 33' Billy Bassett 80' John Goodall | Cardiff Arms Park, Cardiff Toeschouwers: 10.000 Scheidsrechter: James Robertson (SCO) |

|                                                  |                                                      |       |       |                                                                                  |
| 21 maart 1896 «onderlinge duels» 16:00 uur (UTC) | Schotland                                            | 4 – 0 | Wales | Carolina Port, Dundee Toeschouwers: 11.700 Scheidsrechter: Joseph MacBride (IRL) |
| 21 maart 1896 «onderlinge duels» 16:00 uur (UTC) | Bobby Neill 19', 71' Sandy Keillor 30' Dan Paton 59' |       |       | Carolina Port, Dundee Toeschouwers: 11.700 Scheidsrechter: Joseph MacBride (IRL) |

|                                                       |                                            |       |                                        |                                                                          |
| 28 maart 1896 «onderlinge duels» 15:30 uur (UTC–0:25) | Ierland                                    | 3 – 3 | Schotland                              | Solitude, Belfast Toeschouwers: 8.000 Scheidsrechter: James Cooper (ENG) |
| 28 maart 1896 «onderlinge duels» 15:30 uur (UTC–0:25) | James Barron 20', 32' Bob Milne 43' (pen.) |       | 7', 25' Robert McColl 85' Paddy Murray | Solitude, Belfast Toeschouwers: 8.000 Scheidsrechter: James Cooper (ENG) |

|                                                 |                                  |       |                   |                                                                                |
| 4 april 1896 «onderlinge duels» 16:00 uur (UTC) | Schotland                        | 2 – 1 | Engeland          | Celtic Park, Glasgow Toeschouwers: 51.345 Scheidsrechter: Humphrey Jones (WAL) |
| 4 april 1896 «onderlinge duels» 16:00 uur (UTC) | William Lambie 22' Jack Bell 33' |       | 80' Billy Bassett | Celtic Park, Glasgow Toeschouwers: 51.345 Scheidsrechter: Humphrey Jones (WAL) |